# Pseudophilotes madriti
Pseudophilotes madriti är en fjärilsart som beskrevs av Ruggero Verity 1928. Pseudophilotes madriti ingår i släktet Pseudophilotes och familjen juvelvingar. Inga underarter finns listade.